# Rubén Yáñez
Orlando Rubén Yáñez Alabart (sinh 12 tháng 10 năm 1993), tên gọi ngắn gọn là Rubén Yáñez là một cầu thủ bóng đá chuyên nghiệp người Tây Ban Nha chơi cho Real Madrid, anh là thủ môn dự bị thứ 3 cho cho Keylor Navas và Kiko Casilla, hiện đã rời khỏi Real Madrid.